# Anhydrid kyseliny trifluormethansulfonové
Anhydrid kyseliny trifluormethansulfonové (zkráceně Tf2O) je chemická sloučenina se vzorcem (CF3SO2)2O. Jedná se o silný elektrofil, který se používá v organické syntéze k zavedení triflylové (Tf) skupiny CF3SO2. Je anhydridem kyseliny trifluormethansulfonové.

## Příklady použití
Tf2O se mimo jiné dá použít k přeměně iminů na odpovídající NTf sloučeniny.
Tf2O reaguje s fenoly za vzniku esterů kyseliny trifluormethansulfonové, což umožňuje štěpit vazby C-O.